# Sandy Baltimore
Sandy Baltimore, née le 19 février 2000 à Colombes, est une footballeuse internationale française évoluant au poste de milieu de terrain ou d'attaquante au Chelsea FC.
Elle a vu sa carrière débuter au Cosmo Taverny, son club formateur.
En 2020-2021 elle remporte le tout premier titre de champion de France de l'histoire du PSG Féminin en réalisant une très bonne saison (2ème meilleure passeuse de L1 et meilleure passeuse du club en compétition officielle).

## Biographie

### Jeunesse
Sandy Baltimore grandit à Ermont dans le Val-d'Oise avec son frère cadet et sa petite sœur. Son père travaillait à l'aéroport et sa mère dans la cuisine d'un lycée. Elle commence à jouer au football dans sa ville, à l'école avec les garçons. À l'âge de 10 ans, ces derniers l'invitent à s'inscrire en club. Son père était réticent dans un premier temps car il voulait qu'elle ne joue qu'avec des filles. Finalement, il accepte de l'inscrire avec les garçons dans le club de sa ville, le Cosmo Ermont Taverny. Pendant un an, elle fait de la boxe, mais revient vite au football.

### Carrière en club
En 2015, alors qu'elle joue en U14 dans son club, elle est repérée par l'entraîneur des jeunes du PSG, Pierre-Yves Bodineau, qui vient à l'un de ses matchs. Ainsi, à 15 ans, elle rejoint les U19 nationaux du PSG. Elle est la plus jeune de l'équipe féminine. Elle évolue au départ au poste d'ailière gauche, mais recule finalement au poste de latérale gauche, à la demande de l'entraîneur. Elle remporte à trois reprises le titre de championne de France U19 sous la coupe de Pierre-Yves Bodineau en 2016 et 2017, puis en 2019 sous la direction de Jorge Quiroz.

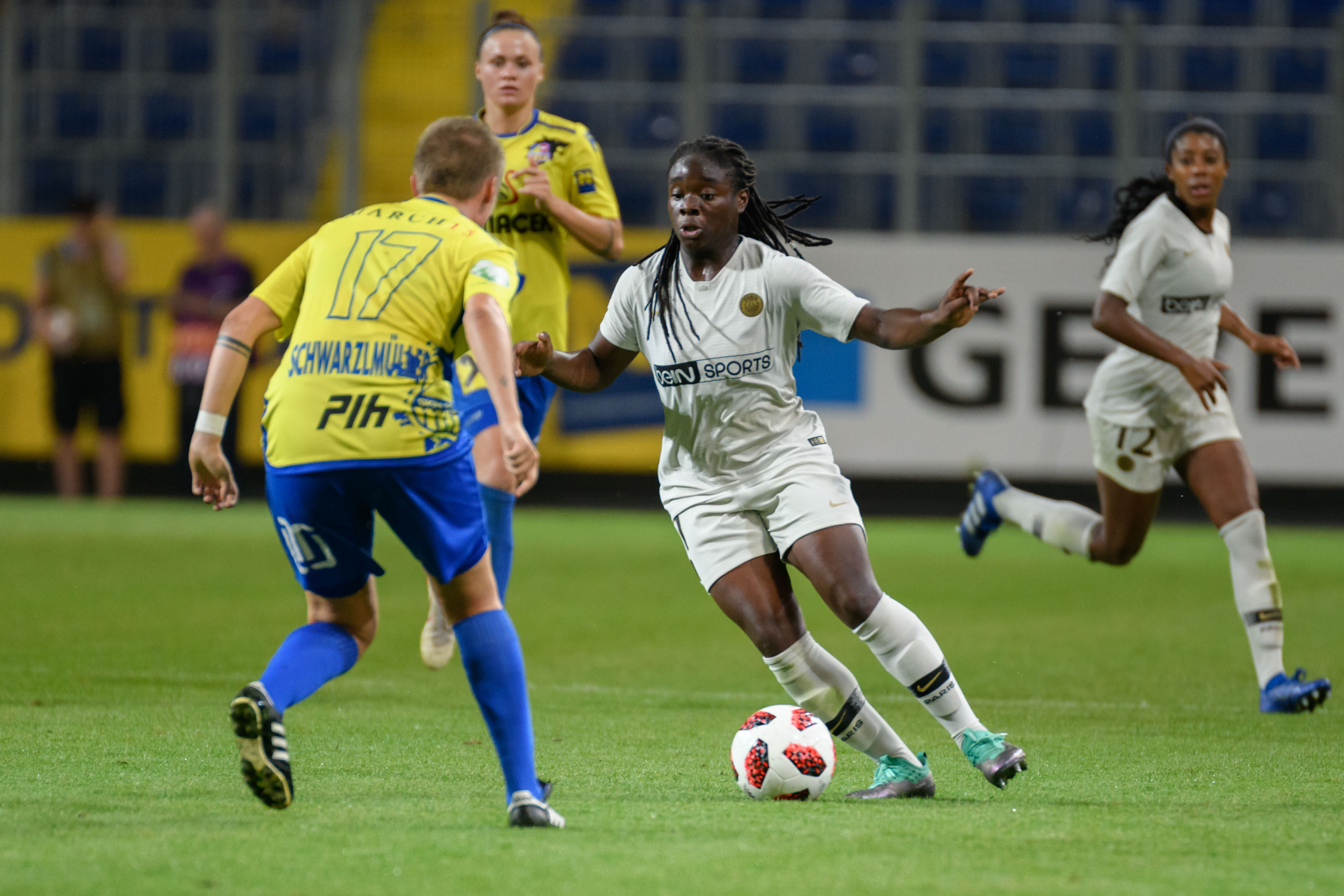
Baltimore contre le SKN St. Pölten en 2018.

Elle fait ses débuts en équipe première le 9 octobre 2016 à seulement 16 ans lors de la victoire (3-0) contre Metz. La saison suivante, elle remporte la Coupe de France 2017-2018. En mai 2018, elle signe son premier contrat professionnel avec le PSG d'une durée de quatre ans, « un rêve qui se réalise » pour elle. En juin 2020, elle est élue meilleure ailière gauche de la décennie formée au PSG.
Lors de la saison 2020-2021, elle franchit un cap en s'installant dans le onze titulaire de l'équipe parisienne en tant qu'ailière gauche. Ayant « pris en maturité », elle forme aux côtés de Katoto et Diani une attaque explosive. En fin de saison, elle est élue meilleur espoir féminin de la saison de D1 par les joueuses du championnat lors des trophées UNFP.

### Carrière en sélection
Elle est sélectionnée à dix reprises en équipe de France des moins de 17 ans en 2017, et se voit éliminée en phase de groupes de l'Euro U17 2017. Avec l'équipe de France des moins de 20 ans, elle participe à la Coupe du monde U20 2018 durant laquelle la France échoue en demi-finale. Elle est sacrée championne d'Europe U19 avec les Bleuettes en 2019 après avoir inscrit un but en finale face à l'Allemagne (2-1).
Le 1er décembre 2020, au stade de la Rabine de Vannes, elle marque son premier but en sélection A lors de sa première sélection, à la 71e minute, face au Kazakhstan. Les Bleues s’imposent sur le score fleuve de 12-0.
En 2022, elle fait partie des 23 sélectionnées pour disputer le championnat d'Europe en Angleterre.
Le 5 juin 2025, elle figure dans la liste des 23 joueuses retenues par Laurent Bonadei pour disputer le Championnat d'Europe en Suisse.

## Style de jeu
Baltimore est une joueuse qui aime la percussion, qui aime avoir le ballon dans les pieds et dribbler. Ses qualités sont donc sa vitesse, sa percussion et ses dribbles,. « Elle dispose d'un beau bagage technique, sa frappe est lourde et elle élimine facilement l'adversaire », analyse Gilles Eyquem le sélectionneur des U20.

## Palmarès

### En club
Paris Saint-Germain
- Championnat de France (1)
  - Championne en 2021.
  - Vice-championne en 2018, 2019 et 2020.
- Coupe de France (2)
  - Vainqueur en 2018 et 2024.
  - Finaliste en 2020.
- Ligue des champions
  - Finaliste en 2017.

 PSG -19 ans
- Challenge National U19 (3)
  - Championne en 2015-2016, 2016-2017 et 2018-2019.

 Chelsea Ladies
- Championne d'Angleterre en 2025
- Coupe d'Angleterre en 2025

### En sélection
- France U19
  - Championne d'Europe en 2019

### Distinctions individuelles
- Trophée UNFP du meilleur espoir féminin de la saison en 2021[7].
- Nommée dans l'équipe type de Division 1 aux Trophées UNFP du football 2021[13]
- Meilleure ailière gauche de la décennie 2010 formée au PSG[2].

## Statistiques
| Saison                | Club                  | Championnat           | Championnat | Championnat | Coupe(s) nationale(s) | Coupe(s) nationale(s) | Compétition(s) continentale(s) | Compétition(s) continentale(s) | Compétition(s) continentale(s) | Total | Total |
| Saison                | Club                  | Division              | M.          | B.          | M.                    | B.                    | Comp.                          | M.                             | B.                             | M.    | B.    |
| 2016-2017             | Paris Saint-Germain   | D1                    | 1           | 0           | 0                     | 0                     | WCL                            | 1                              | 0                              | 2     | 0     |
| 2017-2018             | Paris Saint-Germain   | D1                    | 9           | 1           | 5                     | 1                     | -                              | -                              | -                              | 14    | 2     |
| 2018-2019             | Paris Saint-Germain   | D1                    | 12          | 1           | 2                     | 3                     | WCL                            | 2                              | 0                              | 16    | 4     |
| 2019-2020             | Paris Saint-Germain   | D1                    | 9           | 4           | 5                     | 1                     | WCL                            | 5                              | 0                              | 19    | 5     |
| 2020-2021             | Paris Saint-Germain   | D1                    | 21          | 8           | 1                     | 0                     | WCL                            | 6                              | 1                              | 28    | 9     |
| 2021-2022             | Paris Saint-Germain   | D1                    | 22          | 4           | 5                     | 1                     | WCL                            | 10                             | 3                              | 37    | 8     |
| 2022-2023             | Paris Saint-Germain   | D1                    | 21          | 5           | 4+1                   | 0                     | WCL                            | 8                              | 1                              | 34    | 6     |
| 2023-2024             | Paris Saint-Germain   | D1                    | 16          | 7           | 4+1                   | 1                     | WCL                            | 11                             | 1                              | 32    | 9     |
| Total sur la carrière | Total sur la carrière | Total sur la carrière | 111         | 30          | 28                    | 7                     | -                              | 43                             | 6                              | 182   | 43    |